# Gnojnice (Cetingrad)
Gnojnice is een plaats in de gemeente Cetingrad in de Kroatische provincie Karlovac. De plaats telt 47 inwoners (2001).